# Новгород-Северская крепость
Новгород-Северская крепость — бывшая крепость Новгорода-Северского на реке Десне.

## Детинец и окольный город
Новгородская крепость состояла из детинца и окольного города древнерусских времён. Детинец занимал площадь около 3 га, к нему примыкал с востока и юга окольный город площадью 30 га. Детинец находился на отдельно стоящем обрывистом холме-останце (Замковой горе) высотой до 50 м у излучины Десны. По данным археологии детинец был основан в конце X века. Окольный город, соединявшийся с детинцем через Острожные ворота, возник на рубеже XI—XII веков, когда в Новгороде-Северском после Любечского съезда образовался княжеский стол.
Северо-западную часть детинца занимал княжеский двор — резиденция новгород-северских князей. Поблизости от него была построена каменная церковь, которая, вероятно, называлась Михайловской и являлась усыпальницей князя Олега Святославича. Детинец был укреплён земляным валом шириной до 12 м (в подошве) и деревянными стенами с башнями и несколькими воротами. Въезд на городище располагался с южной стороны. До наших дней дошли некоторые фрагменты земляного вала. Укрепления окольного города, в котором проживала основная масса горожан, имели двое ворот: Курские (Глуховские) и Черниговские (Водяные). Окольный град в первой половине XII века был также хорошо укреплён земляным валом и частоколом из брёвен с заострёнными концами.

## История
Город-крепость против набегов кочевников был основан, по-видимому, киевским князем Владимиром Святославичем в конце X века. До него здесь находились несколько поселений роменско-борщёвской культуры. В конце XI — начале XII веков оборонительные сооружения детинца реконструируются, в результате чего мощность земляных укреплений увеличивается почти вдвое. Летописное известие об осаде столицы Северской земли князем Изяславом Мстиславичем в 1152 году характеризует Новгород-Северский как большую и сильную крепость, гарнизон которой выдержал штурм. В 1185 году отсюда выступил в поход на половцев князь Игорь Святославич (Слово о полку Игореве).
В 1604 году Новгород-Северская крепость, защищаемая воеводой Петром Басмановым, выдержала осаду Лжедимитрия I, но в конце того же года была сдана ему князем Ф. И. Мстиславским.
В период принадлежности Новгорода-Северского Речи Посполитой в первой половине XVII века её правительство стремилось превратить город в надёжный форпост на границе с Россией, особенно после того, как город был взят и на короткое время удерживался русскими войсками в ходе Смоленской войны. В 1648 году сюда приезжал для руководства реконструкцией и модернизацией городской крепости французский военный инженер Г.-Л. де Боплан. В начале восстания Хмельницкого польский гарнизон был изгнан из крепости и с этого времени Новгород-Северский становится сотенным городом Нежинского, а с 1663 года — Стародубского казацкого полка.
В 1662 году Новгород-Северский был сильно опустошён набегом крымцев. Для его восстановления в 1679 году русское правительство отправило мастеров-фортификаторов, которые соорудили у крепости каменные стены и 6 башен (четыре по краям и две при входе в город). Ещё в 1648 году горожане вырыли подземный ход под городом, но о том, в каком месте было это сооружение, данные не сохранились.
К началу XVIII века Новгород-Северский становится одним из наиболее укреплённых городов-крепостей этого края, однако армия Петра I с лёгкостью взяла её, когда в ней держали оборону сторонники Ивана Мазепы.

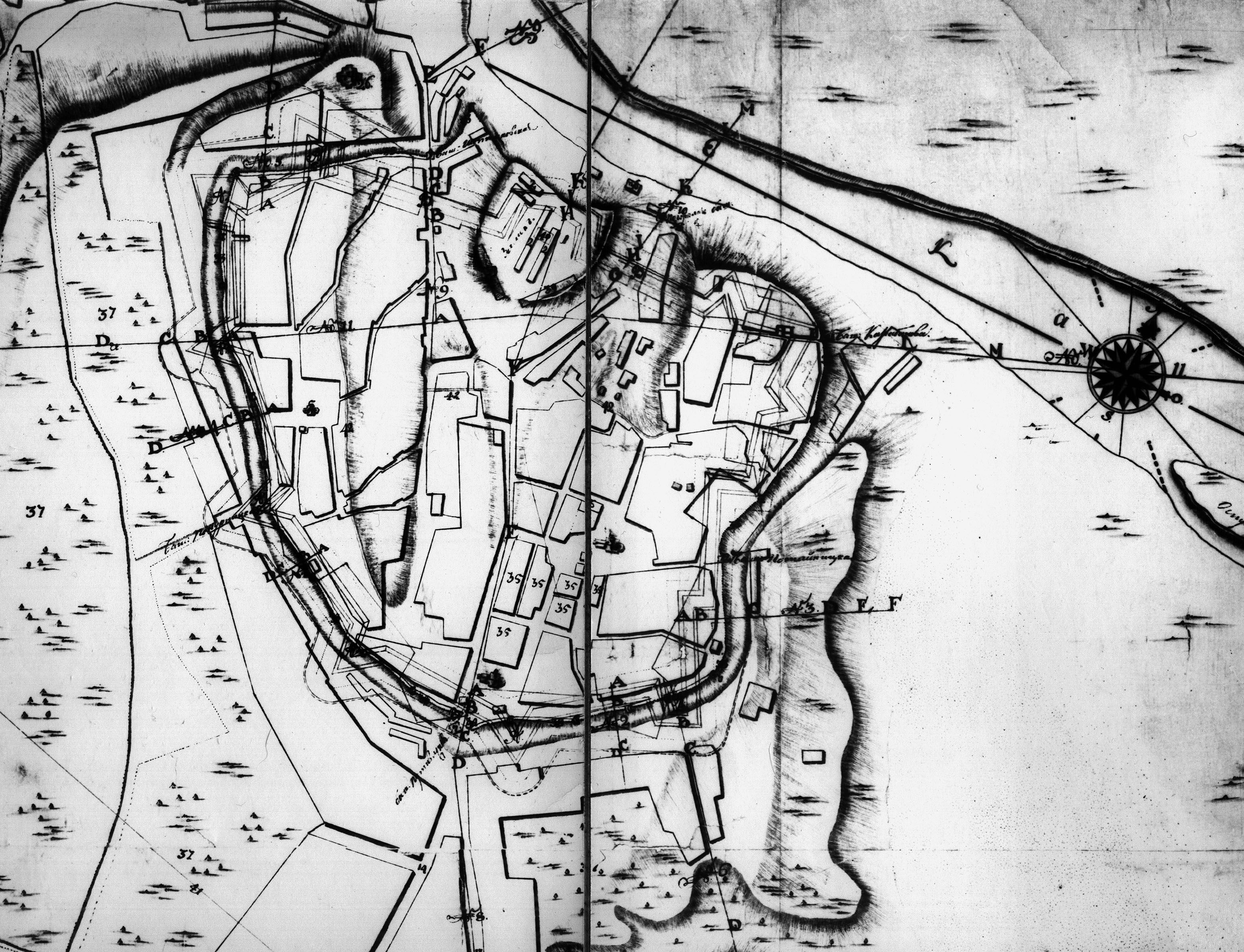
Новгород-Северская крепость на плане 1746 года

По описи 1781 года крепость стояла на возвышении, на высоком берегу реки Десны (40 сажен), окружённая глубокими ярами. В систему её укреплений входили земляные валы. Крепость состояла из двух частей: внешней ограды и цитадели («замка земляного»). Последняя находилась в северо-западном углу крепости.
Согласно плану Новгорода-Северского XVIII века внешняя защитная ограда имела форму многоугольника, а цитадель — ромбообразную. С северной и южной сторон внешняя ограда имела большую длину, чем с восточной и западной. В крепость вело четверо ворот: Водяные (выходили к Десне), Острожные или Черниговские, Курские или Глуховские и Рождественские.

## Археологическое изучение
Археологические исследования Новгород-Северской крепости начались лишь в советское время. С 1979 года здесь работали экспедиции Институтов археологии АН СССР и АН УССР, а также Черниговского археологического музея.